# Giro di Sicilia 1960
Il Giro di Sicilia 1960, diciassettesima edizione della corsa, si è svolto dal 5 al 10 aprile 1960 su un percorso di --- km, suddivisi in 6 tappe, per ciclisti indipendenti ad invito, con partenza e arrivo da Palermo.
Nel percorso del Giro, fra la scalate, Tindari e colli di San Rizzo.

## Tappe
| Tappa  | Data      | Percorso          | km  | Vincitore di tappa | Leader cl. generale |
| ------ | --------- | ----------------- | --- | ------------------ | ------------------- |
| 1ª     | 05 aprile | Palermo > Messina | 261 | Giorgio Tinazzi    | Giorgio Tinazzi     |
| 2ª     | 06 aprile | Messina > Catania | -   | Aurelio Cestari    | Giorgio Tinazzi     |
| 3ª     | 07 aprile | Catania > Ragusa  | 162 | Antonio Dal Col    | Giorgio Tinazzi     |
| 4ª     | 08 aprile | Ragusa > Sciacca  | 200 | Idrio Bui          | Giorgio Tinazzi     |
| 5ª     | 09 aprile | Sciacca > Trapani | 113 | Luciano Ciancola   | Giorgio Tinazzi     |
| 6ª     | 10 aprile | Trapani > Palermo | 149 | Mario Minieri      | Giorgio Tinazzi     |
| Totale | Totale    | Totale            | --- |                    |                     |

## Squadre e corridori partecipanti
| N. | Cod. | Squadra     |
| -- | ---- | ----------- |
|    |      | Ignis       |
|    |      | Ghigi       |
|    |      | Conca d'oro |
|    |      | Molteni     |
|    |      | Svizzera    |
|    |      |             |

## Dettagli delle tappe

### 1ª tappa
- 05 aprile: Palermo > Messina – 261 km

Risultati
| Pos. | Corridore          | Squadra | Tempo    |
| ---- | ------------------ | ------- | -------- |
| 1    | Giorgio Tinazzi    | Ignis   | 7h04'17" |
| 2    | Aurelio Cestari    | Ignis   | a 33"    |
| 3    | Giuseppe Fallarini | Ignis   | a 48"    |

| Pos. | Corridore          | Squadra | Tempo    |
| ---- | ------------------ | ------- | -------- |
| 1    | Giorgio Tinazzi    | Ignis   | 7h04'17" |
| 2    | Aurelio Cestari    | Ignis   | a 33"    |
| 3    | Giuseppe Fallarini | Ignis   | a 48"    |

### 2ª tappa
- 06 aprile: Messina > Catania – --- km

Risultati
| Pos. | Corridore       | Squadra | Tempo    |
| ---- | --------------- | ------- | -------- |
| 1    | Aurelio Cestari | Ignis   | 2h30'56" |
| 2    | Idrio Bui       | Ghigi   | s.t.     |
| 3    | Mario Minieri   | Ghigi   | a 28"    |

| Pos. | Corridore          | Squadra | Tempo    |
| ---- | ------------------ | ------- | -------- |
| 1    | Giorgio Tinazzi    | Ignis   | 9h38'53" |
| 2    | Giuseppe Fallarini | Ignis   | a 5"     |
| 3    | Giovanni Verucchi  | Ignis   | a 18"    |

### 3ª tappa
- 07 aprile: Catania > Ragusa – 162 km

Risultati
| Pos. | Corridore        | Squadra     | Tempo    |
| ---- | ---------------- | ----------- | -------- |
| 1    | Antonio Dal Col  |             | 1h59'02" |
| 2    | Giuseppe Pardini | Conca d'oro | a 24"    |
| 3    | Giuliano Natucci | Molteni     |          |

| Pos. | Corridore          | Squadra | Tempo |
| ---- | ------------------ | ------- | ----- |
| 1    | Giorgio Tinazzi    | Ignis   |       |
| 2    | Aurelio Cestari    | Ignis   | a 3"  |
| 3    | Giuseppe Fallarini | Ignis   | a 48" |

### 4ª tappa
- 08 aprile: Ragusa > Sciacca – 200 km

Risultati.
| Pos. | Corridore       | Squadra | Tempo    |
| ---- | --------------- | ------- | -------- |
| 1    | Idrio Bui       | Ghigi   | 5h20'15" |
| 2    | Aurelio Cestari | Ignis   |          |
| 3    | Giorgio Tinazzi | Ignis   |          |

| Pos. | Corridore       | Squadra | Tempo     |
| ---- | --------------- | ------- | --------- |
| 1    | Giorgio Tinazzi | Ignis   | 19h55'28" |
| 2    | Aurelio Cestari | Ignis   | a 5"      |
| 3    | Idrio Bui       | Ghigi   | a 1'59"   |

### 5ª tappa
- 09 aprile: Sciacca > Trapani – 113 km

Risultati
| Pos. | Corridore        | Squadra  | Tempo    |
| ---- | ---------------- | -------- | -------- |
| 1    | Luciano Ciancola | Torpado  | 1h12'03" |
| 2    | Alfred Rüegg     | Svizzera | 1'12"    |
| 3    | Aurelio Cestari  | Ignis    | s.t.     |

| Pos. | Corridore       | Squadra | Tempo     |
| ---- | --------------- | ------- | --------- |
| 1    | Giorgio Tinazzi | Ignis   | 20h01'02" |
| 2    | Aurelio Cestari | Ignis   | a 3"      |
| 3    | Idrio Bui       | Ghigi   | a 1'35"   |

### 6ª tappa
- 26 aprile: Trapani > Palermo  – 149 km

Risultati
| Pos. | Corridore        | Squadra | Tempo |
| ---- | ---------------- | ------- | ----- |
| 1    | Mario Minieri    | Ghigi   |       |
| 2    | Giuliano Natucci | Molteni |       |
| 3    | Mario Zocca      |         |       |

| Pos. | Corridore       | Squadra | Tempo     |
| ---- | --------------- | ------- | --------- |
| 1    | Giorgio Tinazzi | Ignis   | 28h19'28" |
| 2    | Aurelio Cestari | Ignis   | a 16"     |
| 3    | Idrio Bui       | Ghigi   | a 2'10"   |

## Evoluzione della classifica
| Tappa             | Vincitore         | Classifica generale Maglia giallo-rossa |
| ----------------- | ----------------- | --------------------------------------- |
| 1ª                | Giorgio Tinazzi   | Giorgio Tinazzi                         |
| 2ª                | Aurelio Cestari   | Giorgio Tinazzi                         |
| 3ª                | Antonio Dal Col   | Giorgio Tinazzi                         |
| 4ª                | Idrio Bui         | Giorgio Tinazzi                         |
| 5ª                | Luciano Ciancola  | Giorgio Tinazzi                         |
| 6ª                | Mario Minieri     | Giorgio Tinazzi                         |
| Classifica finale | Classifica finale | Giorgio Tinazzi                         |

## Classifica finale
| Pos. | Corridore           | Squadra     | Tempo     |
| ---- | ------------------- | ----------- | --------- |
| 1    | Giorgio Tinazzi     | Ignis       | 28h19'28" |
| 2    | Aurelio Cestari     | Ignis       | a 16"     |
| 3    | Idrio Bui           | Ghigi       | a 2'10"   |
| 4    | Giuseppe Cainero    |             | a 6'19"   |
| 5    | Giuseppe Fallarini  | Ignis       | a 10'43"  |
| 6    | Giovanni Verucchi   | Ignis       | s.t.      |
| 7    | Gino Vignolo        |             | a 12'22"  |
| 8    | Gilberto Dall'Agata |             | a 12'26"  |
| 9    | Giuseppe Pardini    | Conca d'oro | a 12'32"  |
| 10   | Angiolino Piscaglia |             | a 12'47"  |